# Eschrichtius akishimaensis
Eschrichtius akashimaensis — вымерший вид серых китов из плейстоцена, описанный в 2017 году. Останки датируются 1.77-1.5 миллионами лет назад в эпоху эоплейстоцена.
Кости были впервые найдены в 1961 году в русле реки в Акисиме, Токио и и впоследствии помещены на хранение в Национальный музей природы и науки. Единственный экземпляр Eschrichtius akishimaensis состоит из черепа, семи шейных позвонков, тринадцати грудных позвонков, восьми поясничных позвонков, двенадцати хвостовых позвонков, шевронов, ребер и костей рук. Задняя граница носовой кости квадратная, восходящий отросток верхней челюсти дорсолатеральный и более узкий по сравнению с таковым у предчелюстной кости, а чешуйчатая вогнутость глубокая и большая.